# Renaissance timouride

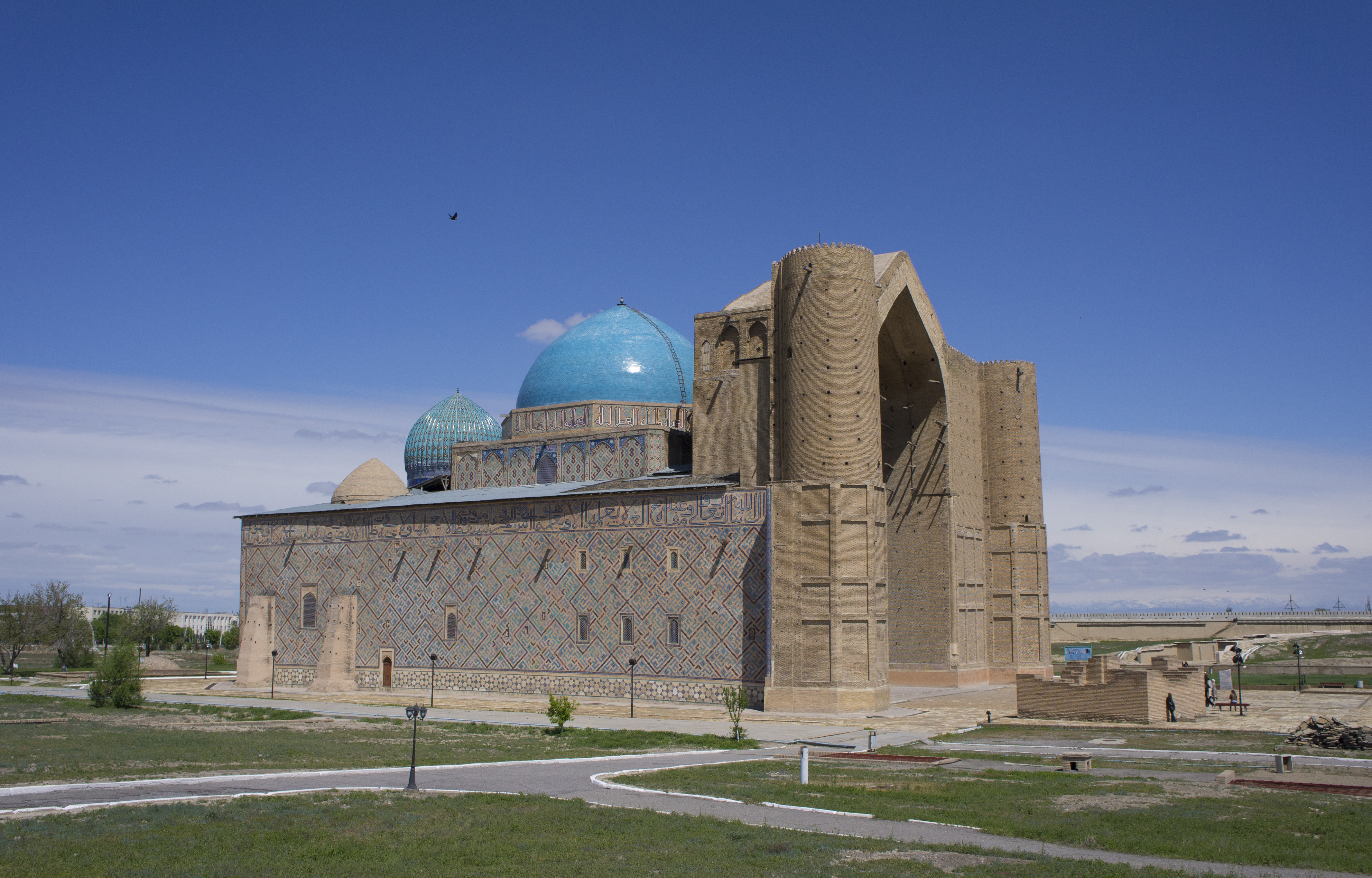
Mausolée de Khoja Ahmed Yasavi.

La renaissance timouride est une ère artistique, culturelle et scientifique brillante instaurée au XVe siècle par les Timourides, descendants de Tamerlan, dont les deux villes phares furent Hérat et Samarcande. Les principaux acteurs de cette ère furent, en particulier :
- Shah Rukh (1377–1447), plus jeune des quatre fils de Tamerlan, grand émir installé à Hérat de 1409 à 1447. Il initia la Renaissance timouride, aidé sur place par son épouse Goharshad et leur fils cadet Baysunghur.
- Leur fils aîné Oulough Beg, (1394–1449), gouverneur de Samarcande rattaché à son père Shah Rukh, puis grand émir de 1447 à 1449, fut un remarquable astronome.
- Husayn Bayqara, grand émir installé à Hérat de 1469 à 1506, fut un grand mécène et fit travailler le poète et mystique persan Djami, le poète turc Mir Alisher Navoï et le peintre Behzad, grand maître de l'enluminure persane.

L'originalité du mouvement culturel  timouride est qu'il permet le développement du chagatay comme langue littéraire (Mir Alisher Navoï, fondateur de la littérature chagatay classique) à côté de grands auteurs en persan (Djami, les historiens Mirkhond (1433-1498) et Khondemir). Cela permettra plus tard à Babur, premier des Grands Moghols, d'écrire sa vie, le Baburnama, entièrement en turc chaghatay.